# デジモンセイバーズ ベストヒッツ+キャラクターニューソングス
『デジモンセイバーズ ベストヒッツ+キャラクターニューソングス』は、テレビアニメ、デジモンセイバーズの主題歌・挿入歌・キャラクター・ソングを集めたコンピレーション・アルバム。

## 収録曲
1. 強ing! Going! My Soul!! (3:51) - 歌:ダイナマイトSHU
作詞:比留間徹、作曲:POM、編曲:渡部チェル
2. Beater! (4:13) - 歌:保志総一朗
作詞:山田ひろし、作曲・編曲:太田美知彦
3. あぁ卵焼き (4:40) - 歌:松野太紀
作詞・作曲・編曲:神楽坂直樹
4. One Star (3:57) - 歌:伊藤陽佑
作詞:榊原智子、作曲:POM、編曲:大野宏明
5. Friendship!! (3:28) - 歌:釘宮理恵,神代知衣
作詞:比留間徹、作曲・編曲:TATSUYA
6. Believer(4:08) - 歌:IKUO
作詞:山田ひろし、作曲・編曲:太田美知彦
7. Cool Running (4:27) - 歌:野島裕史
作詞:比留間徹、作曲・編曲:TATSUYA
8. いつまでも一緒に (4:11) - 歌:中井和哉
作詞・作曲:イズミカワソラ、編曲:太田美知彦
9. ヒラリ (3:47) - 歌:和田光司
作詞:和田光司、作曲:IKUO、編曲:SPM@
10. 男魂(おとこだま) (3:38) - 歌:竹本英史
作詞:山田ひろし、作曲・編曲:太田美知彦
11. TEAM? (3:23) - 歌:保志総一朗,松野太紀,野島裕史,中井和哉
作詞:山田ひろし、作曲・編曲:太田美知彦
12. 流星 (3:39) - 歌:MiyuMiyu
作詞・作曲:yukiko、編曲:三宅一徳